# 泰瑞·傑克斯
特倫斯·羅斯·「泰瑞」·傑克斯（Terrence Ross "Terry" Jacks，1944年3月29日—）是一位加拿大歌手、詞曲作者、唱片製作人和環保主義者，最著名的是1974年的熱門歌曲《陽光下的季節》。

## 早年
泰瑞·傑克斯在加拿大曼尼托巴溫尼伯出生和成長。他的家人於1960年代初移居到溫哥華。傑克斯在十幾歲的時候就開始學習吉他，並在18歲時與吉他手蓋伊·索貝爾組成了一支名為西洋棋棋子的樂隊。該小組在1964年至1966年之間在溫哥華排名中，有四首前十位的歌曲。
傑克斯和西洋棋棋子樂隊在1965年9月的一個星期五晚上，在現已倒閉的T. Eaton Co.（Eaton's）百貨公司在北本那比市北本那比的Brentwood商店中進行了一場《返校》活動，該活動毗鄰溫哥華。
來自本那比南部高中的學生們跟隨音樂調到CFUN 1410，該廣告宣傳了《請求熱線》。他們對CFUN是否真的聽取了請求表示懷疑，於是他們給請求熱線打了個電話，詢問當前西洋棋命中的B面。令他們驚訝的是，CFUN開始播放它，並將唱片變成了兩面的熱門唱片。
傑克斯後來跟隨棋手蘇珊·佩斯克里維茨（蘇珊·傑克斯）結婚，與克雷格·麥考和薩特萬特·辛格組建了罌粟家庭。他們在加拿大和國際上都受到好評，其中最大知名度的作品是《您往哪種去，比利？》在加拿大名列第一，在告示牌百強單曲榜上排名第二。在美國，這首歌是由泰瑞·傑克斯創作和製作的，他的製作贏得了1970年的金針獎。罌粟家庭於1971年夏天在艾伯塔省牛仔節的萊斯布里奇演出。

## 《陽光下的季節》
歌曲《陽光下的季節》最初是為海灘男孩設計的，由傑克斯擔任唱片的製作人。但是，在樂隊決定不發行唱片之後，傑克斯決定在1973年底用自己的唱片公司金魚唱片錄製專輯，該唱片成為當時加拿大藝術家銷量最大的國際單曲，最終賣出1400萬張全世界。它為傑克斯贏得了兩次朱諾獎，成為有史以來銷量最高的加拿大單曲之一。
這首歌是基於羅德·麥克庫恩於1965年改寫的《Le moribond》，最初是由比利時歌手雅克·布雷爾自1962年創作的。麥克庫恩對歌詞進行了一些修改，與麥克庫恩的作品，與布萊爾的原著在語氣，內容或詩歌方面幾乎沒有相似之處。在德國、英國和美國，在Bell Records上發行，並且該歌曲進入了第一位。在加拿大，它以他自己標籤的金魚唱片、倫敦唱片發行。
傑克斯後來發行單曲《如果你走開》（麥克庫恩改編的另一首雅克·布雷爾歌曲，名為《Ne Me Quitte Pas》），在英國排名第8，在德國排名第24，翻唱為凱文·約翰遜的《Rock'N'Roll（我給了我一生中最美好的時光）》，它們在加拿大都取得了重大的成就，但也使告示牌百強單曲榜的表現刷新紀錄。他在美國創作並錄製了許多其他歌曲，並繼續為許多藝術家創作，包括《Crazy Talk》和《有我喜歡的東西》，來自他們的專輯《Riding High》的《Chilliwack》。
傑克斯在1976年為娜娜·穆斯庫莉製作了兩首歌曲：《Scarborough Fair》和《Loving Arms》。《Scarborough Fair》於1969年錄製，《愛的武器》的製片人列為安德烈·查佩爾。他在倫敦唱片公司（#38 Canada）上以“ SPRING”製作了溫哥華十大熱門單曲《叫威利的鄉村男孩》的原始版本《Rock and Roll Song》（有時在《Sunday Morning》中出現黑白的情況）。該唱片原定在倫敦唱片公司發行，但當瓦爾迪簽署唱片合同時，又與另一位製作人在洛杉磯重新錄製。他還於1970年代與巴迪·諾克斯在一起度過了很多時間，並製作了給他一張單曲，上面有兩首歌：《我和你》（由傑克斯撰寫）和喬治·瓊斯歌曲《White Lightnin'》。傑克斯還繼續創作了1980年代和1990年代的許多其他藝術家作品，包括DOA，他們錄製了朋克搖滾版本的《凡邪惡的地方》。

## 近代發展
2011年，傑克斯的朋友阿倫·渣甸發布了新版本的《Don't Fight the Sea》，並與海灘男孩成員邁克·洛夫、布萊恩·威爾森、布魯斯·約翰斯頓和已去世的音樂人卡爾·威爾遜一起錄製，他們演唱了部分歌曲。 限量版白色乙烯基45製成並出售，以使2011年日本海嘯的人民受惠。
傑克斯的最新專輯《海灘上的海星》是一張雙CD專輯，收錄了傑克斯在過去40年中最喜歡的40首曲目，並收錄了他在1970年代和1980年代的一些唱片。 包裝盒內有32頁的小冊子，裡面有照片和傑克對他音樂生涯的回憶。